# Łężce (gromada w powiecie międzychodzkim)
Łężce – dawna gromada, czyli najmniejsza jednostka podziału terytorialnego Polskiej Rzeczypospolitej Ludowej w latach 1954–1972.
Gromady, z gromadzkimi radami narodowymi (GRN) jako organami władzy najniższego stopnia na wsi, funkcjonowały od reformy reorganizującej administrację wiejską przeprowadzonej jesienią 1954 do momentu ich zniesienia z dniem 1 stycznia 1973, tym samym wypierając organizację gminną w latach 1954–1972.
Gromadę Łężce z siedzibą GRN w Łężcach utworzono – jako jedną z 8759 gromad na obszarze Polski – w powiecie międzychodzkim w woj. poznańskim, na mocy uchwały nr 29/54 WRN w Poznaniu z dnia 5 października 1954. W skład jednostki wszedł obszar dotychczasowej gromady Łężce oraz półtora parceli z karty Nr 2 obrębu Białokosz z dotychczasowej gromady Białokosz ze zniesionej gminy Chrzypsko Wielkie, obszar dotychczasowej gromady Lutomek (bez Jeziora Lutomskiego, które weszło w skład nowo utworzonej gromady Kaczlin) ze zniesionej gminy Sieraków oraz obszar dotychczasowej gromady Mościejewo ze zniesionej gminy Kwilcz – w tymże powiecie. Dla gromady ustalono 11 członków gromadzkiej rady narodowej.
Gromadę zniesiono 1 stycznia 1960, a jej obszar włączono do gromady Chrzypsko Wielkie w tymże powiecie.